# رينيه بريتبارث
رينيه بريتبارث (بالألمانية: René Breitbarth)‏ (مواليد 24 مارس 1966) هو ملاكم ألماني شرقي، مثّل بلاده في الألعاب الأولمبية الصيفية 1988.

## روابط خارجية
رينيه بريتبارث على موقع أوليمبيديا (الإنجليزية)